# Registre des objets patrimoniaux culturels de Russie
Le registre d'État unifié des objets du patrimoine culturel (monuments historiques et culturels) des peuples de la fédération de Russie (abrégé en EGROKN, en russe : Единый государственный реестр объектов культурного наследия) est une liste du patrimoine culturel (objet patrimonial culturel) en Russie. Chaque monument est signalé par sa plaque officielle.

## Catégories d'objets du patrimoine culturel
La liste a été commencée en 1960, systématisée en 1976 et révisée par une loi de 2002.
Les objets du patrimoine culturel sont répartis dans les catégories d'importance historique et culturelle suivantes :
- objets du patrimoine culturel d'importance fédérale : objets de valeur historique, architecturale, artistique, scientifique et commémorative, d'une importance particulière pour l'histoire et la culture de la fédération de Russie, ainsi que des objets du patrimoine archéologique;
- objets du patrimoine culturel d'importance régionale : objets de valeur historique et architecturale, artistique, scientifique et commémorative, qui revêtent une importance particulière pour l'histoire et la culture d'une entité constitutive de la fédération de Russie ;
- objets du patrimoine culturel d'importance locale (municipale) : objets de valeur historique et architecturale, artistique, scientifique et mémorielle, qui revêtent une importance particulière pour l'histoire et la culture de la municipalité.

En outre, la loi fédérale "Sur les objets du patrimoine culturel (monuments de l'histoire et de la culture) des peuples de la fédération de Russie" définit la catégorie des objets identifiés du patrimoine culturel, qui comprend les objets nouvellement identifiés jusqu'à leur entrée dans le registre d'État unifié.